# اشک در بهشت
«اشک در بهشت» (به انگلیسی: Tears in Heaven) تک‌آهنگی از هنرمند اهل بریتانیا اریک کلپتون است.
این تک‌آهنگ در چارت‌های ، نیوزلند در رتبه اول و در چارت‌های بریتانیا، جزو ده ترانه اول قرار گرفت.